# Paweł Piotr Filipowicz
Paweł Piotr Filipowicz (ur. 29 czerwca 1897 w Przemyślu, zm. wiosną 1940 w Charkowie) – podpułkownik artylerii Wojska Polskiego, ofiara zbrodni katyńskiej.

## Życiorys
Syn Antoniego i Justyny z Derpowskich. Był młodszym bratem Juliana, generała brygady, i Tadeusza Justyna, podpułkownika artylerii, także zamordowanego w 1940 roku, w Charkowie. W 1914 roku, po ukończeniu Szkoły Realnej we Lwowie, rozpoczął studia weterynaryjne w Wiedniu .
10 lutego 1915 roku zgłosił się do Legionów Polskich i został przydzielony do 2 szwadronu kawalerii . 24 marca 1917 roku został mianowany chorążym weterynaryjnym.
W 1918 roku zgłosił się na ochotnika do Wojska Polskiego został skierowany do 5 pułku artylerii polowej, w szeregach którego walczył w wojnie polsko-bolszewickiej.
Po zakończeniu działań wojennych pozostał w 5 pułku artylerii polowej, awansując w 1924 roku na stopień kapitana ze starszeństwem z dniem 1 lipca 1923 roku. 20 maja 1924 roku został przydzielony do PKU Gródek Jagielloński na przeciąg sześciu miesięcy, w celu odbycia praktyki poborowej. W maju 1925 został przydzielony do PKU Nisko na stanowisko II referenta, a w lipcu tego roku wrócił do macierzystego pułku.
W latach 1928–1930 pełnił służbę w Centrum Wyszkolenia Artylerii w Toruniu. 1 kwietnia 1930 roku został przydzielony na pięciomiesięczny kurs dowódców dywizjonów w CWArt. 2 grudnia 1930 roku został mianowany majorem ze starszeństwem z dniem 1 stycznia 1931 roku i 18. lokatą w korpusie oficerów artylerii. W styczniu 1931 roku został przeniesiony do 16 pułku artylerii polowej (31 grudnia tego roku przemianowanego na 16 pułk artylerii lekkiej) w Grudziądzu na stanowisko dowódcy dywizjonu. W czerwcu 1933 roku został przesunięty na stanowisko kwatermistrza pułku, a w kwietniu 1935 roku ponownie przesunięty na stanowisko dowódcy dywizjonu. W 1936 roku został przeniesiony do 29 pułku artylerii lekkiej na stanowisko dowódcy dyonu. Na stopień podpułkownika został mianowany ze starszeństwem z dniem 19 marca 1939 roku i 9. lokatą w korpusie oficerów artylerii . W tym czasie dowodził I dywizjonem 29 pal.
W czasie kampanii wrześniowej 1939 roku – po agresji ZSRR na Polskę – w nieznanych okolicznościach dostał się do niewoli sowieckiej. Przebywał w obozie w Starobielsku. Wiosną 1940 roku został zamordowany przez funkcjonariuszy NKWD w Charkowie i pogrzebany potajemnie w bezimiennej mogile zbiorowej w Piatichatkach, gdzie od 17 czerwca 2000 roku mieści się oficjalnie Cmentarz Ofiar Totalitaryzmu w Charkowie. Figuruje na Liście Starobielskiej NKWD, pod poz. 3485.

## Upamiętnienie
5 października 2007 roku minister obrony narodowej Aleksander Szczygło mianował go pośmiertnie na stopień pułkownika. Awans został ogłoszony 9 listopada 2007 roku w Warszawie, w trakcie uroczystości „Katyń Pamiętamy – Uczcijmy Pamięć Bohaterów”.

## Ordery i odznaczenia
- Krzyż Niepodległości (2 sierpnia 1931)[24][14]
- Krzyż Walecznych dwukrotnie[25][14]
- Złoty Krzyż Zasługi – 1938[26][14]
- Medal Pamiątkowy za Wojnę 1918–1921
- Medal Dziesięciolecia Odzyskanej Niepodległości